# ユーリー・ビリビン
ユーリー・アレクサンドロヴィチ・ビリビン（露: Юрий Александрович Билибин、Juri（またはYuri） Alexandrowitsch Bilibin、1901年5月19日 - 1952年5月4日）は、ロシアの地質学者である。
兵士の家に生まれた。1919年から1921年まで赤軍に加わった。レニングラード鉱物研究所で学び、1926年から極東の地質調査を行った。シベリア北東部コリマ川付近の鉱山を発見した。1946年にソビエト科学アカデミーの会員に選ばれた。
極東で発見された鉱物、ビリビンスク鉱（Bilibinskite、PbCuAu3Te2）にビリビンの名がつけられている。